# Lara Stock

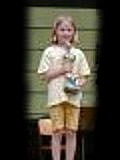
Lara Stock (2000)

Lara Antonia Sofie Stock (* 26. Mai 1992 in Freiburg im Breisgau) ist eine kroatisch-deutsche Schachspielerin.

## Leben

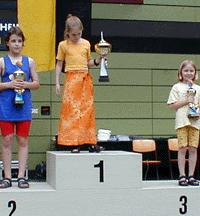
Lara Stock (rechts), Siegerehrung 2000 in Überlingen

Lara Stock, deren Mutter Kroatin ist, lebt in Freiburg im Breisgau. Ihr Großvater ist Friedrich A. Stock, ehemaliger Vizepräsident und Ehrenmitglied des Deutschen Schachbundes. Wegen eines Streits ihres Vaters mit der Deutschen Schachjugend spielte sie die Welt- und Europameisterschaften der Jugend für Kroatien.
Sie war Dritte bei der Deutschen Meisterschaft der weiblichen Jugend U10 in Überlingen. 2002 (im gleichen Jahr, in dem Elisabeth Pähtz den Titel bei den unter 18-jährigen Mädchen gewann) wurde sie in Iraklio Weltmeisterin der unter Zehnjährigen Mädchen. Zwei Jahre später gewann sie in Ürgüp die Jugendeuropameisterschaft U12 weiblich.
Sie wurde in ihrer aktiven Zeit von Philipp Schlosser und Ognjen Cvitan (Kroatien) trainiert. 2006 wurde sie Internationale Meisterin (WIM) des Weltschachverbandes FIDE. Die Normen hierfür erreichte sie im Juli 2005 beim Internationalen Schachfestival in Biel/Bienne, im Januar 2006 beim Caissa IM-Turnier in Kecskemét und im Mai 2006 beim 8. Dubai-Open in Dubai. Seit November 2008 trägt sie den Titel Großmeister der Frauen (WGM). Die beiden WIM-Normen aus Biel/Bienne und Dubai galten gleichzeitig als WGM-Normen, die dritte Norm hatte sie beim 9. Internationalen Festival im September 2007 in Triest erzielt.
In der 1. Bundesliga der Frauen spielte Stock von 2003 bis 2005 für den SK Chaos Mannheim und in der Saison 2006/07 für den Hamburger SK. Bereits in der Saison 2002/03 war sie in der Frauenbundesliga beim SC Baden-Oos gemeldet, mit dem sie ein Jahr zuvor in die 1. Frauenbundesliga aufstieg, sie kam jedoch nicht zum Einsatz. Lara Stock ist Mitglied des SC Emmendingen 1937 e. V. Sie spielte zuletzt bei der Verbandsrunde Freiburg 2007/08 und hat danach ab 2008 keine ausgewertete Partie mehr gespielt. Mit der kroatischen Frauenmannschaft nahm sie an der Schacholympiade 2006 in Turin teil.
Lara Stocks aktuelle und bisher höchste Elo-Zahl beträgt 2346 (seit Januar 2008 unverändert).